# Baloghoppia dentata
Baloghoppia dentata är en kvalsterart som beskrevs av Sandór Mahunka 1983. Baloghoppia dentata ingår i släktet Baloghoppia och familjen Oppiidae. Inga underarter finns listade.